# Дипломатически мисии на Северна Македония
Това е списък на дипломатическите мисии на Северна Македония по целия свят, като не са посочени само почетните консулства.

## Европа
- Австрия
  - Виена (посолство)
- Албания
  - Тирана (посолство)
- Белгия
  - Брюксел (посолство)
- Босна и Херцеговина
  - Сараево (посолство)
- България
  - София (посолство)
- Ватикан
  - Ватикана (посолство)
- Великобритания
  - Лондон (посолство)
- Германия
  - Берлин (посолство)
  - Бон (офис)
  - Мюнхен (генерално консулство)
- Гърция
  - Атина (бюро за свръзка, liaison Office)
  - Солун (служба за консулски, икономически и търговски въпроси)
- Дания
  - Копенхаген (посолство)
- Естония
  - Талин (Liaison Office)
- Испания
  - Мадрид (посолство)
- Италия
  - Рим (посолство)
  - Венеция (генерално консулство)
- Косово
  - Прищина (Liaison Office)
- Норвегия
  - Осло (посолство, планирано да бъде открито през първата половина на 2009)
- Полша
  - Варшава (посолство)
- Румъния
  - Букурещ (посолство)
- Русия
  - Москва (посолство)
- Словения
  - Любляна (посолство)
- Сърбия
  - Белград (посолство)
- Украйна
  - Киев (посолство)
- Унгария
  - Будапеща (посолство)
- Франция
  - Париж (посолство)
- Нидерландия
  - Хага (посолство)
- Хърватия
  - Загреб (посолство)
- Черна гора
  - Подгорица (посолство)
- Чехия
  - Прага (посолство)
- Швейцария
  - Берн (посолство)
- Швеция
  - Стокхолм (посолство)

## Северна Америка
- Канада
  - Отава (посолство)
  - Торонто (генерално консулство)
- САЩ
  - Вашингтон (посолство)
  - Детройт (генерално консулство)
  - Чикаго (генерално консулство)

## Южна Америка
- Бразилия
  - Бразилия (посолство)

## Африка
- Египет
  - Кайро (посолство)

## Азия
- Израел
  - Тел Авив (посолство)
- Индия
  - Ню Делхи (посолство)
- Катар
  - Доха (посолство)
- Китай
  - Пекин (посолство)
- Турция
  - Анкара (посолство)
  - Истанбул (генерално консулство)

## Океания
- Австралия
  - Канбера (посолство)
  - Мелбърн (генерално консулство)
  - Пърт (генерално консулство)
  - Сидни (генерално консулство)

## Междудържавни организации
- - Брюксел - ЕС и НАТО
  - Виена - ОССЕ
  - Женева - ООН и други организации
  - Ню Йорк - ООН
  - Париж - ЮНЕСКО
  - Рим - ФАО
  - Страсбург - Съвет на Европа